# Kurt W. Zimmermann
Kurt Werner Zimmermann (* 20. September 1951 in Solothurn) ist ein Schweizer Journalist und Publizist.

## Leben
Kurt W. Zimmermann studierte Psychologie an der Universität Zürich. Ab 1976 arbeitete er als Journalist bei verschiedenen Schweizer Publikationen wie beispielsweise der Tat und der Weltwoche. Von 1990 bis 1994 war er Chefredaktor der SonntagsZeitung, dann Herausgeber des Nachrichtenmagazins Facts.
Von 1996 bis 2002 gehörte er der Konzernleitung der Zürcher Mediengruppe Tamedia an. Danach führte er mit seiner Ehefrau Uli Rubner die in der Schweiz und Deutschland tätige Unternehmensberatung Consist Consulting AG in Zürich.
Von 2007 bis 2017 war er mit 30 Prozent Anteil am Verlag verantwortlicher Direktor des Nachrichtenmagazins ff in Bozen und lebte während dieser Zeit auch in Südtirol. Von 2016 bis März 2019 war er Chefredaktor der Fachzeitschrift Schweizer Journalist.
Er schreibt regelmässig Kolumnen für die Weltwoche, die SonntagsZeitung und für das Wirtschaftsmagazin Bilanz.

## Auszeichnungen
- 2011: Kolumnist des Jahres. Verliehen von der Zeitschrift Schweizer Journalist.[7]

## Werke
- Echte Golfer weinen nicht: Amüsantes von Fairway und Green. Copress, München 2007, ISBN 978-3-7679-1021-8.
- Echte Golfer fahren links: Heiteres von Loch 1 bis 19. Copress, München 2010, ISBN 978-3-7679-0993-9.
- Schlagzeilen, Skandale, Sensationen – Wie Medien und Journalisten heute agieren. Orell Füssli, Zürich 2011, ISBN 978-3-280-05418-5.
- Echte Golfer bleiben treu: Vergnügliches vom Abschlag bis zur Fahne. Copress, München 2013, ISBN 978-3-7679-1087-4.